# Васьково-Иглино
Васьково-Иглино — деревня в Новоржевском районе Псковской области. Входит в состав Оршанской волости.
Расположена в 14 км к северо-востоку от города Новоржев.
Численность населения по состоянию на 2000 год составляет 42 человека.